# Eurylophella poconoensis
Eurylophella poconoensis är en dagsländeart som beskrevs av Funk 1994. Eurylophella poconoensis ingår i släktet Eurylophella och familjen mossdagsländor. Inga underarter finns listade i Catalogue of Life.